# 李芑
李芑（1476年10月26日—1552年4月28日）。字文仲（문중），号敬齋（경재），封爵号豐城府院君（풍성부원군），朝鮮王朝文臣和政治人物。諡号文敬（문경）。朝鮮王朝的學者栗谷李珥的從祖父。1549年5月-1551年任朝鮮王朝的领议政。

## 外部連結
- 李芑:Daum 
- 李芑:韓國歷史人物綜合情報[] 
- 李芑 